# سوتولکا
سوتولکا (به بلغاری: Svetulka) یک منطقهٔ مسکونی در بلغارستان است که در استان کرجالی واقع شده‌است.
 سوتولکا ۷٫۶۲۴ کیلومتر مربع مساحت و ۱۸۲ نفر جمعیت دارد.